# Надимське міське поселення
Нади́мське міське поселення (рос. Заполярное городское поселение) — міське поселення у складі Надимського району Ямало-Ненецького автономного округу Тюменської області Росії.
Адміністративний центр та єдиний населений пункт — місто Надим.
Населення міського поселення становить 44660 осіб (2017; 46611 у 2010, 48701 у 2002).